# Mercado central (serie de televisión)
Mercado central es una serie de televisión española producida por Diagonal TV que se emitió de forma diaria en La 1 de Televisión Española entre septiembre de 2019 y enero de 2021. La ficción, ambientada en un mercado del Madrid actual, estuvo protagonizada en su primera temporada por Antonio Garrido, Begoña Maestre, Jesús Olmedo, Lola Marceli, Santiago Molero y Ana Ruiz, entre otros. En su segunda temporada siguió estando protagonizada por Antonio Garrido, Lola Marceli y Jesús Olmedo, entre otros muchos personajes de los cuales se repiten varios nombres de la temporada 1. Otros fichajes nuevos fueron, por ejemplo, los de Eva Isanta y Jordi Rebellón, que también protagonizan la serie junto con otros pocos personajes añadidos recientemente en la segunda temporada. El serial se estrenó el 23 de septiembre de 2019 en las tardes de La 1.
El 30 de septiembre de 2020 se anunció que la serie había sido cancelada y que finalizaría sus emisiones en otoño de ese mismo año ante sus bajos datos de audiencia y cuota de pantalla, especialmente en comparación con otras series diarias vespertinas de la cadena pública, tales como Servir y proteger y Acacias 38, ambas mucho mejor asentadas en las tardes de La 1. También el día 30 se anunció que sería reemplazada por otra telenovela, de nombre Dos vidas, ambientada en Guinea.
La serie finalizó sus emisiones el viernes 22 de enero de 2021 tras dos temporadas y 310 capítulos.

## Argumento
Según un informe tras una inspección municipal, en el mercado tiene que haber una reconversión y no se considera viable que continúe con su actividad. Tras esa decisión se encuentra un importante fondo de inversores que quiere convertirlo en un lujoso centro comercial. 
La asociación de comerciantes del mercado consigue que el consistorio aplace la decisión: tendrán un año para modernizar el recinto. Pero no todas las familias tienen la misma opinión, y prefieren aprovechar la oportunidad y obtener alguna ganancia.

## Temas musicales
Jesús Díaz de la productora Music in Silence ha compuesto la banda sonora, así como el tema de cabecera, Una luz en la ciudad, que es interpretado por Rozalén y Carlos Sadness.
El tema de cabecera se superpone a un plano secuencia que va recorriendo el mercado.

## Localización de platós
La telenovela se rueda en dos platós dentro de unos estudios situados en Boadilla del Monte. 
En un espacio al aire libre se ha reproducido un entorno urbano, con la fachada del mercado como punto central, inspirado en el Mercado de Tirso de Molina de Madrid.
El interior se recrea en un espacio de 700 m², construido con pilares de fundición de 6 metros de altura con unas vidrieras de 300 m². En este espacio se encuentran los principales puestos, que se corresponden con los protagonistas: un puesto de frutas, una carnicería, una vieja droguería, un moderno puesto de delicattesen, una pizzería, una floristería y un bar, que ocupa la plaza central.
Las viviendas de los protagonistas se recrean en un segundo plató de 500 m².

## Reparto

### Personajes principales
| Antonio Garrido  | Elías de la Cruz         | Principal | Principal  |
| Lola Marceli     | Adela Villar             | Principal | Principal  |
| Jesús Olmedo     | Jorge Santos Ruiz        | Principal | Principal  |
| César Sánchez    | Jesús de la Cruz         | Principal | Principal  |
| Marta Poveda     | Lorena de la Cruz        | Principal | Principal  |
| Miriam Montilla  | Rosa de la Cruz          | Principal | Principal  |
| Bàrbara Mestanza | Carla Rivas              | Principal | Principal  |
| Dani Luque       | Samuel Díaz Pacheco      | Principal | Principal  |
| Malena Gutiérrez | Valeria Hinojosa         | Principal | Principal  |
| Ana Rayo         | Carmen Pacheco Hinojosa  | Principal | Principal  |
| Paco Ochoa       | Nicolás Díaz             | Principal | Principal  |
| Francesc Cuéllar | Germán de la Cruz Villar | Principal | Principal  |
| Abel Rodríguez   | David Carrasco Mendoza   | Principal | Principal  |
| Begoña Maestre   | Celia Mendoza Vázquez    | Principal | Invitada   |
| Cloe Seró        | Noa Salinas de la Cruz   | Principal | Invitada   |
| Santiago Molero  | Nacho Salinas            | Principal | Recurrente |
| Ettore Colombo   | Paolo Giordano           | Principal |            |
| Ana Ruiz         | Cristina Puertas         | Principal |            |
| Jean Cruz        | Jonathan Torres          | Principal |            |
| Eva Isanta       | Gloria Suárez            |           | Principal  |
| Jordi Rebellón   | Fernando Luján           |           | Principal  |
| Sebastián Iturra | Lucas Ortega             |           | Principal  |
| Raúl Mérida      | Martín Suárez            |           | Principal  |

### Personajes secundarios
| Pilar Serrano        | Serafina                           | Recurrente |            |
| Francesco Nappi      | Doménico                           | Recurrente |            |
| David Rizzo          | Álvaro Montes                      | Recurrente |            |
| Conrado Granado      | Lorenzo                            | Recurrente |            |
| Fernando Ustárroz    | Francisco                          | Recurrente |            |
| Bart Santana         | Luis                               | Recurrente |            |
| Lucía de la Fuente   | Lucía                              | Recurrente |            |
| Maya Reyes           | Pilar "Pili"                       | Recurrente |            |
| Paola Bontempi       | Julia                              | Recurrente |            |
| Arantxa Zambrano     | Elvira                             | Recurrente |            |
| Eric Masip           | Marcos Santos                      | Recurrente |            |
| Julio Pereira        | Leopoldo Miras                     | Recurrente |            |
| Manuel Mendoza       | Alfredo                            | Recurrente |            |
| Carles Moreu         | Fuentes                            | Recurrente |            |
| Julio Flores         | Transportista                      | Recurrente |            |
| Camino Fernández     | Ingrid                             | Recurrente |            |
| María Mota           | Andrea (Novia de David)            | Recurrente |            |
| Esther Ortega        | Sandra                             | Recurrente |            |
| Arantxa de Juan      | Elena                              | Recurrente |            |
| Carolina Garrido     | Natalia                            | Recurrente |            |
| Niko Verona          | Osib                               | Recurrente |            |
| Diego Landaluce      | Miguel "Miki"                      | Recurrente |            |
| Alfonso Mendiguchía  | Gorka                              | Recurrente |            |
| Paco Lahoz           | Guillermo Alcañiz                  | Recurrente |            |
| Mario Sánchez        | Gonzalo Villar                     | Recurrente |            |
| Nicky Negrete        | Psiquiatra, a las órdenes de Nacho | Recurrente |            |
| Javier Mula          | Julián                             | Recurrente |            |
| Raúl Sanz            | Ginés Ortuño                       | Secundario |            |
| Óscar Ortuño         | Andrea                             | Secundario |            |
| Agus Ruiz            | Javier                             | Secundario |            |
| Juanma Lara          | Antonio Velasco                    | Secundario |            |
| Puchi Lagarde        | Asunción                           | Recurrente | Recurrente |
| Isabel Torrevejano   | Inspectora Millán                  | Secundaria | Secundaria |
| Guadalupe Lancho     | Ágata Solís                        | Secundaria | Secundaria |
| David Lorente        | Alberto                            | Secundario | Secundario |
| Jorge Motos          | Beltrán                            |            | Recurrente |
| Emmanuel Cea         | Eusebio Roca                       |            | Recurrente |
| Alexandra Prokhorova | Vanessa                            |            | Recurrente |
| María Casal          | Sofía Olmos                        |            | Recurrente |
| Penélope Guerrero    | María                              |            | Recurrente |
| Alicia Garau         | Guadalupe "Lupe"                   |            | Recurrente |
| Jorge Cabrera        | Tristán Toledano                   |            | Recurrente |
| Mariana Salazar      | Daniela                            |            | Recurrente |
| Santiago Nogués      | Rosauro "Ros"                      |            | Recurrente |
| Carlos Manuel Díaz   | Filo                               |            | Recurrente |
| Andrea Guasch        | Susana                             |            | Recurrente |
| Laura Mingell        | Ana                                |            | Recurrente |
| Rut Santamaría       | Marta                              |            | Recurrente |

## Temporadas y audiencias
| Temporada | Episodios | Período     | Estreno                  | Final                    | Espectadores | Share |
| --------- | --------- | ----------- | ------------------------ | ------------------------ | ------------ | ----- |
| 1         | 239       | 2019 - 2020 | 23 de septiembre de 2019 | 24 de septiembre de 2020 | 866 000      | 7,4%  |
| 2         | 71        | 2020 - 2021 | 25 de septiembre de 2020 | 22 de enero de 2021      | 914 000      | 7,7%  |
| TOTAL     | 310       | 2019 - 2021 | 23 de septiembre de 2019 | 22 de enero de 2021      | 876 000      | 7,5%  |

### Temporada 1 (2019 - 2020)
| Programas emitidos | Programas emitidos | Programas emitidos | Programas emitidos | Programas emitidos |
| N.º                | Fecha de emisión   | Espectadores       | Share              |                    |
| ------------------ | ------------------ | ------------------ | ------------------ | ------------------ |
| 1                  | 23/09/2019         | 1 003 000          | 8,9%               |                    |
| 2                  | 24/09/2019         | 897 000            | 8,3%               |                    |
| 3                  | 25/09/2019         | 775 000            | 7,3%               |                    |
| 4                  | 26/09/2019         | 763 000            | 7,3%               |                    |
| 5                  | 27/09/2019         | 769 000            | 7,1%               |                    |
| 6                  | 30/09/2019         | 898 000            | 8,1%               |                    |
| 7                  | 01/10/2019         | 846 000            | 8,0%               |                    |
| 8                  | 02/10/2019         | 818 000            | 7,9%               |                    |
| 9                  | 03/10/2019         | 793 000            | 7,8%               |                    |
| 10                 | 04/10/2019         | 820 000            | 7,6%               |                    |
| 11                 | 07/10/2019         | 799 000            | 7,6%               |                    |
| 12                 | 08/10/2019         | 830 000            | 8,1%               |                    |
| 13                 | 09/10/2019         | 820 000            | 7,6%               |                    |
| 14                 | 10/10/2019         | 748 000            | 7,3%               |                    |
| 15                 | 11/10/2019         | 710 000            | 6,7%               |                    |
| 16                 | 14/10/2019         | 884 000            | 7,7%               |                    |
| 17                 | 15/10/2019         | 844 000            | 8,0%               |                    |
| 18                 | 16/10/2019         | 841 000            | 7,8%               |                    |
| 19                 | 17/10/2019         | 782 000            | 7,5%               |                    |
| 20                 | 18/10/2019         | 822 000            | 7,5%               |                    |
| 21                 | 21/10/2019         | 739 000            | 6,8%               |                    |
| 22                 | 22/10/2019         | 891 000            | 8,0%               |                    |
| 23                 | 23/10/2019         | 772 000            | 7,3%               |                    |
| 24                 | 24/10/2019         | 784 000            | 7,4%               |                    |
| 25                 | 25/10/2019         | 827 000            | 7,8%               |                    |
| 26                 | 28/10/2019         | 780 000            | 7,4%               |                    |
| 27                 | 29/10/2019         | 718 000            | 7,1%               |                    |
| 28                 | 30/10/2019         | 701 000            | 6,9%               |                    |
| 29                 | 31/10/2019         | 758 000            | 7,6%               |                    |
| 30                 | 04/11/2019         | 836 000            | 7,5%               |                    |
| 31                 | 05/11/2019         | 746 000            | 7,0%               |                    |
| 32                 | 06/11/2019         | 731 000            | 6,8%               |                    |
| 33                 | 07/11/2019         | 683 000            | 6,5%               |                    |
| 34                 | 08/11/2019         | 817 000            | 7,0%               |                    |
| 35                 | 11/11/2019         | 717 000            | 6,6%               |                    |
| 36                 | 12/11/2019         | 767 000            | 6,9%               |                    |
| 37                 | 13/11/2019         | 754 000            | 7,1%               |                    |
| 38                 | 14/11/2019         | 809 000            | 7,0%               |                    |
| 39                 | 15/11/2019         | 794 000            | 7,0%               |                    |
| 40                 | 18/11/2019         | 781 000            | 7,1%               |                    |
| 41                 | 19/11/2019         | 777 000            | 7,1%               |                    |
| 42                 | 20/11/2019         | 848 000            | 7,5%               |                    |
| 43                 | 21/11/2019         | 792 000            | 6,9%               |                    |
| 44                 | 22/11/2019         | 772 000            | 6,4%               |                    |
| 45                 | 25/11/2019         | 716 000            | 6,7%               |                    |
| 46                 | 26/11/2019         | 754 000            | 7,0%               |                    |
| 47                 | 27/11/2019         | 754 000            | 7,3%               |                    |
| 48                 | 28/11/2019         | 811 000            | 7,4%               |                    |
| 49                 | 29/11/2019         | 781 000            | 7,5%               |                    |
| 50                 | 02/11/2019         | 805 000            | 7,2%               |                    |
| 51                 | 03/11/2019         | 816 000            | 7,6%               |                    |
| 52                 | 04/11/2019         | 748 000            | 6,8%               |                    |
| 53                 | 05/11/2019         | 771 000            | 7,5%               |                    |
| 54                 | 09/11/2019         | 837 000            | 7,3%               |                    |
| 55                 | 10/11/2019         | 782 000            | 7,7%               |                    |
| 56                 | 11/11/2019         | 826 000            | 7,9%               |                    |
| 57                 | 12/12/2019         | 772 000            | 7,2%               |                    |
| 58                 | 13/12/2019         | 782 000            | 7,1%               |                    |
| 59                 | 16/12/2019         | 726 000            | 6,7%               |                    |
| 60                 | 17/12/2019         | 839 000            | 7,9%               |                    |
| 61                 | 18/12/2019         | 755 000            | 7,2%               |                    |
| 62                 | 19/12/2019         | 726 000            | 6,7%               |                    |
| 63                 | 20/12/2019         | 854 000            | 7,3%               |                    |
| 64                 | 23/12/2019         | 766 000            | 7,1%               |                    |
| 65                 | 24/12/2019         | 864 000            | 7,3%               |                    |
| 66                 | 26/12/2019         | 711 000            | 6,5%               |                    |
| 67                 | 27/12/2019         | 797 000            | 7,0%               |                    |
| 68                 | 30/12/2019         | 681 000            | 6,2%               |                    |
| 69                 | 31/12/2019         | 876 000            | 7,0%               |                    |
| 70                 | 02/01/2020         | 826 000            | 7,2%               |                    |
| 71                 | 03/01/2020         | 751 000            | 6,3%               |                    |
| 72                 | 07/01/2020         | 814 000            | 7,1%               |                    |
| 73                 | 08/01/2020         | 689 000            | 6,4%               |                    |
| 74                 | 09/01/2020         | 758 000            | 7,1%               |                    |
| 75                 | 10/01/2020         | 749 000            | 6,6%               |                    |
| 76                 | 13/01/2020         | 819 000            | 7,4%               |                    |
| 77                 | 14/01/2020         | 806 000            | 7,5%               |                    |
| 78                 | 15/01/2020         | 732 000            | 6,9%               |                    |
| 79                 | 16/01/2020         | 771 000            | 7,1%               |                    |
| 80                 | 17/01/2020         | 758 000            | 6,9%               |                    |
| 81                 | 20/01/2020         | 876 000            | 7,1%               |                    |
| 82                 | 21/01/2020         | 811 000            | 6,7%               |                    |
| 83                 | 22/01/2020         | 743 000            | 6,2%               |                    |
| 84                 | 23/01/2020         | 789 000            | 7,1%               |                    |
| 85                 | 24/01/2020         | 916 000            | 8,0%               |                    |
| 86                 | 27/01/2020         | 855 000            | 7,4%               |                    |
| 87                 | 28/01/2020         | 890 000            | 7,9%               |                    |
| 88                 | 29/01/2020         | 823 000            | 7,3%               |                    |
| 89                 | 30/01/2020         | 841 000            | 7,6%               |                    |
| 90                 | 31/01/2020         | 783 000            | 7,1%               |                    |
| 91                 | 03/02/2020         | 784 000            | 7,4%               |                    |
| 92                 | 04/02/2020         | 779 000            | 7,7%               |                    |
| 93                 | 05/02/2020         | 752 000            | 7,3%               |                    |
| 94                 | 06/02/2020         | 758 000            | 7,1%               |                    |
| 95                 | 07/02/2020         | 820 000            | 7,5%               |                    |
| 96                 | 10/02/2020         | 771 000            | 7,2%               |                    |
| 97                 | 11/02/2020         | 816 000            | 7,5%               |                    |
| 98                 | 12/02/2020         | 805 000            | 7,3%               |                    |
| 99                 | 13/02/2020         | 731 000            | 7,0%               |                    |
| 100                | 14/02/2020         | 792 000            | 7,5%               |                    |
| 101                | 17/02/2020         | 718 000            | 6,4%               |                    |
| 102                | 18/02/2020         | 766 000            | 7,0%               |                    |
| 103                | 19/02/2020         | 783 000            | 7,5%               |                    |
| 104                | 20/02/2020         | 729 000            | 7,0%               |                    |
| 105                | 21/02/2020         | 802 000            | 7,4%               |                    |
| 106                | 24/02/2020         | 742 000            | 6,9%               |                    |
| 107                | 25/02/2020         | 883 000            | 8,1%               |                    |
| 108                | 26/02/2020         | 822 000            | 7,9%               |                    |
| 109                | 27/02/2020         | 761 000            | 7,2%               |                    |
| 110                | 28/02/2020         | 744 000            | 7,1%               |                    |
| 111                | 02/03/2020         | 742 000            | 6,5%               |                    |
| 112                | 03/03/2020         | 779 000            | 7,2%               |                    |
| 113                | 04/03/2020         | 788 000            | 7,4%               |                    |
| 114                | 05/03/2020         | 786 000            | 7,3%               |                    |
| 115                | 06/03/2020         | 841 000            | 7,4%               |                    |
| 116                | 09/03/2020         | 796 000            | 7,4%               |                    |
| 117                | 10/03/2020         | 882 000            | 8,1%               |                    |
| 118                | 11/03/2020         | 842 000            | 7,8%               |                    |
| 119 (I)            | 12/03/2020         | 964 000            | 8,3%               |                    |
| 119 (II)           | 13/03/2020         | 1 225 000          | 8,9%               |                    |
| 120                | 16/03/2020         | 1 290 000          | 7,8%               |                    |
| 121                | 17/03/2020         | 1 124 000          | 7,0%               |                    |
| 122                | 18/03/2020         | 1 200 000          | 7,6%               |                    |
| 123                | 19/03/2020         | 1 215 000          | 7,5%               |                    |
| 124                | 20/03/2020         | 1 169 000          | 7,3%               |                    |
| 125                | 23/03/2020         | 1 260 000          | 7,9%               |                    |
| 126                | 24/03/2020         | 1 162 000          | 7,5%               |                    |
| 127                | 25/03/2020         | 1 249 000          | 7,9%               |                    |
| 128                | 26/03/2020         | 1 215 000          | 8,0%               |                    |
| 129                | 27/03/2020         | 1 187 000          | 7,3%               |                    |
| 130                | 30/03/2020         | 1 351 000          | 8,4%               |                    |
| 131                | 31/03/2020         | 1 207 000          | 7,6%               |                    |
| 132                | 01/04/2020         | 1 272 000          | 8,3%               |                    |
| 133                | 02/04/2020         | 1 118 000          | 7,1%               |                    |
| 134                | 03/04/2020         | 1 101 000          | 7,1%               |                    |
| 135                | 06/04/2020         | 1 285 000          | 8,2%               |                    |
| 136                | 07/04/2020         | 1 073 000          | 7,1%               |                    |
| 137                | 08/04/2020         | 1 080 000          | 7,1%               |                    |
| 138                | 13/04/2020         | 1 216 000          | 7,9%               |                    |
| 139                | 14/04/2020         | 1 101 000          | 7,5%               |                    |
| 140                | 15/04/2020         | 1 135 000          | 7,5%               |                    |
| 141                | 16/04/2020         | 1 075 000          | 7,2%               |                    |
| 142                | 17/04/2020         | 1 020 000          | 6,9%               |                    |
| 143                | 20/04/2020         | 1 134 000          | 7,8%               |                    |
| 144                | 21/04/2020         | 1 033 000          | 6,9%               |                    |
| 145                | 22/04/2020         | 1 141 000          | 7,9%               |                    |
| 146                | 23/04/2020         | 1 028 000          | 7,2%               |                    |
| 147                | 24/04/2020         | 1 015 000          | 7,1%               |                    |
| 148                | 27/04/2020         | 1 090 000          | 7,4%               |                    |
| 149                | 28/04/2020         | 1 054 000          | 7,2%               |                    |
| 150                | 29/04/2020         | 1 095 000          | 7,5%               |                    |
| 151                | 30/04/2020         | 1 030 000          | 7,1%               |                    |
| 152                | 04/05/2020         | 986 000            | 7,2%               |                    |
| 153                | 05/05/2020         | 1 000 000          | 7,1%               |                    |
| 155                | 07/05/2020         | 981 000            | 7,0%               |                    |
| 156                | 07/05/2020         | 919 000            | 6,6%               |                    |
| 157                | 11/05/2020         | 974 000            | 7,1%               |                    |
| 158                | 12/05/2020         | 1 002 000          | 7,4%               |                    |
| 159                | 13/05/2020         | 1 038 000          | 7,6%               |                    |
| 160                | 14/05/2020         | 1 071 000          | 7,3%               |                    |
| 161                | 15/05/2020         | 1 038 000          | 7,1%               |                    |
| 162                | 18/05/2020         | 1 058 000          | 8,0%               |                    |
| 163                | 19/05/2020         | 950 000            | 7,2%               |                    |
| 164                | 20/05/2020         | 939 000            | 7,2%               |                    |
| 165                | 21/05/2020         | 1 013 000          | 7,4%               |                    |
| 166                | 22/05/2020         | 1 012 000          | 7,7%               |                    |
| 167                | 25/05/2020         | 1 005 000          | 7,9%               |                    |
| 168                | 26/05/2020         | 986 000            | 7,8%               |                    |
| 169                | 27/05/2020         | 1 040 000          | 8,2%               |                    |
| 170                | 28/05/2020         | 988 000            | 7,8%               |                    |
| 171                | 29/05/2020         | 1 011 000          | 7,9%               |                    |
| 172                | 01/06/2020         | 1 047 000          | 7,9%               |                    |
| 173                | 02/06/2020         | 965 000            | 7,7%               |                    |
| 174                | 03/06/2020         | 992 000            | 7,9%               |                    |
| 175                | 04/06/2020         | 1 058 000          | 8,1%               |                    |
| 176                | 05/06/2020         | 944 000            | 7,5%               |                    |
| 177                | 08/06/2020         | 1 022 000          | 8,1%               |                    |
| 178                | 09/06/2020         | 1 015 000          | 8,1%               |                    |
| 179                | 10/06/2020         | 1 014 000          | 8,4%               |                    |
| 180                | 11/06/2020         | 1 003 000          | 8,1%               |                    |
| 181                | 12/06/2020         | 1 056 000          | 8,4%               |                    |
| 182 (I)            | 15/06/2020         | 922 000            | 7,2%               |                    |
| 182 (II)           | 16/06/2020         | 1 028 000          | 8,1%               |                    |
| 183 (I)            | 17/06/2020         | 858 000            | 7,0%               |                    |
| 183 (II)           | 18/06/2020         | 963 000            | 7,8%               |                    |
| 184 (I)            | 19/06/2020         | 903 000            | 7,4%               |                    |
| 184 (II)           | 22/06/2020         | 843 000            | 6,9%               |                    |
| 185 (I)            | 23/06/2020         | 815 000            | 6,6%               |                    |
| 185 (II)           | 24/06/2020         | 876 000            | 7,3%               |                    |
| 186 (I)            | 25/06/2020         | 813 000            | 7,0%               |                    |
| 186 (II)           | 26/06/2020         | 902 000            | 7,6%               |                    |
| 187 (I)            | 29/06/2020         | 854 000            | 7,2%               |                    |
| 187 (II)           | 30/06/2020         | 815 000            | 7,0%               |                    |
| 188 (I)            | 01/07/2020         | 964 000            | 8,4%               |                    |
| 188 (II)           | 02/07/2020         | 861 000            | 7,5%               |                    |
| 189 (I)            | 03/07/2020         | 913 000            | 8,2%               |                    |
| 189 (II)           | 06/07/2020         | 921 000            | 7,9%               |                    |
| 190 (I)            | 07/07/2020         | 782 000            | 7,0%               |                    |
| 190 (II)           | 08/07/2020         | 851 000            | 7,6%               |                    |
| 191 (I)            | 09/07/2020         | 761 000            | 6,9%               |                    |
| 191 (II)           | 10/07/2020         | 858 000            | 7,7%               |                    |
| 192                | 13/07/2020         | 842 000            | 7,3%               |                    |
| 193                | 14/07/2020         | 787 000            | 7,2%               |                    |
| 194                | 15/07/2020         | 893 000            | 8,1%               |                    |
| 195                | 16/07/2020         | 810 000            | 7,2%               |                    |
| 196                | 17/07/2020         | 770 000            | 7,2%               |                    |
| 197                | 20/07/2020         | 783 000            | 7,0%               |                    |
| 198                | 21/07/2020         | 771 000            | 7,0%               |                    |
| 199                | 22/07/2020         | 803 000            | 7,2%               |                    |
| 200                | 23/07/2020         | 766 000            | 7,0%               |                    |
| 201                | 24/07/2020         | 772 000            | 7,0%               |                    |
| 202                | 27/07/2020         | 969 000            | 8,9%               |                    |
| 203                | 28/07/2020         | 850 000            | 7,6%               |                    |
| 204                | 29/07/2020         | 810 000            | 7,3%               |                    |
| 205                | 30/07/2020         | 823 000            | 7,3%               |                    |
| 206                | 31/07/2020         | 832 000            | 7,4%               |                    |
| 207                | 03/08/2020         | 935 000            | 8,2%               |                    |
| 208                | 04/08/2020         | 753 000            | 6,8%               |                    |
| 209                | 05/08/2020         | 778 000            | 7,3%               |                    |
| 210                | 06/08/2020         | 768 000            | 7,2%               |                    |
| 211                | 07/08/2020         | 792 000            | 7,6%               |                    |
| 212                | 10/08/2020         | 867 000            | 7,9%               |                    |
| 213                | 11/08/2020         | 850 000            | 7,8%               |                    |
| 214                | 12/08/2020         | 819 000            | 7,7%               |                    |
| 215                | 13/08/2020         | 780 000            | 7,4%               |                    |
| 216                | 14/08/2020         | 773 000            | 7,5%               |                    |
| 217                | 17/08/2020         | 790 000            | 7,3%               |                    |
| 218                | 18/08/2020         | 770 000            | 7,0%               |                    |
| 219                | 19/08/2020         | 756 000            | 7,4%               |                    |
| 220                | 20/08/2020         | 849 000            | 8,0%               |                    |
| 221                | 21/08/2020         | 729 000            | 7,1%               |                    |
| 222                | 24/08/2020         | 784 000            | 7,0%               |                    |
| 223                | 25/08/2020         | 854 000            | 7,9%               |                    |
| 224                | 26/08/2020         | 838 000            | 7,7%               |                    |
| 225                | 27/08/2020         | 869 000            | 8,0%               |                    |
| 226                | 28/08/2020         | 877 000            | 7,9%               |                    |
| 227                | 31/08/2020         | 862 000            | 7,4%               |                    |
| 228                | 02/09/2020         | 823 000            | 7,2%               |                    |
| 229                | 03/09/2020         | 716 000            | 6,6%               |                    |
| 230                | 04/09/2020         | 836 000            | 7,3%               |                    |
| 231                | 07/09/2020         | 865 000            | 7,6%               |                    |
| 232                | 08/09/2020         | 809 000            | 7,1%               |                    |
| 233                | 09/09/2020         | 800 000            | 7,1%               |                    |
| 234                | 14/09/2020         | 852 000            | 7,7%               |                    |
| 235                | 18/09/2020         | 890 000            | 7,6%               |                    |
| 236                | 21/09/2020         | 841 000            | 7,6%               |                    |
| 237                | 22/09/2020         | 847 000            | 7,5%               |                    |
| 238                | 23/09/2020         | 782 000            | 7,2%               |                    |
| 239                | 24/09/2020         | 916 000            | 8,2%               |                    |

### Temporada 2 (2020 - 2021)
| Programas emitidos | Programas emitidos | Programas emitidos | Programas emitidos | Programas emitidos |
| N.º                | Fecha de emisión   | Espectadores       | Share              |                    |
| ------------------ | ------------------ | ------------------ | ------------------ | ------------------ |
| 240                | 25/09/2020         | 957 000            | 8,0%               |                    |
| 241                | 28/09/2020         | 868 000            | 7,8%               |                    |
| 242                | 29/09/2020         | 858 000            | 7,7%               |                    |
| 243                | 30/09/2020         | 928 000            | 8,3%               |                    |
| 244                | 01/10/2020         | 802 000            | 7,2%               |                    |
| 245                | 02/10/2020         | 874 000            | 7,3%               |                    |
| 246                | 05/10/2020         | 914 000            | 8,2%               |                    |
| 247                | 06/10/2020         | 951 000            | 8,4%               |                    |
| 248                | 07/10/2020         | 770 000            | 7,2%               |                    |
| 249                | 08/10/2020         | 855 000            | 7,8%               |                    |
| 250                | 09/10/2020         | 853 000            | 7,5%               |                    |
| 251                | 13/10/2020         | 923 000            | 8,1%               |                    |
| 252                | 14/10/2020         | 811 000            | 7,2%               |                    |
| 253                | 15/10/2020         | 860 000            | 7,5%               |                    |
| 254                | 16/10/2020         | 907 000            | 8,0%               |                    |
| 255                | 19/10/2020         | 857 000            | 7,6%               |                    |
| 256                | 23/10/2020         | 821 000            | 7,1%               |                    |
| 257                | 26/10/2020         | 903 000            | 7,8%               |                    |
| 258                | 29/10/2020         | 814 000            | 7,3%               |                    |
| 259                | 30/10/2020         | 899 000            | 7,7%               |                    |
| 260                | 02/11/2020         | 945 000            | 7,8%               |                    |
| 261 (I)            | 04/11/2020         | 731 000            | 5,9%               |                    |
| 261 (II) / 262 (I) | 05/11/2020         | 916 000            | 7,5%               |                    |
| 262 (II)           | 09/11/2020         | 918 000            | 7,6%               |                    |
| 263 (I)            | 09/11/2020         | 916 000            | 7,9%               |                    |
| 263 (II)           | 10/11/2020         | 910 000            | 7,9%               |                    |
| 264                | 11/11/2020         | 855 000            | 7,5%               |                    |
| 265                | 12/11/2020         | 870 000            | 7,7%               |                    |
| 266                | 13/11/2020         | 870 000            | 7,4%               |                    |
| 267                | 16/11/2020         | 972 000            | 8,4%               |                    |
| 268                | 17/11/2020         | 791 000            | 6,9%               |                    |
| 269                | 18/11/2020         | 879 000            | 7,6%               |                    |
| 270                | 19/11/2020         | 877 000            | 7,9%               |                    |
| 271                | 20/11/2020         | 761 000            | 6,5%               |                    |
| 272                | 23/11/2020         | 898 000            | 7,9%               |                    |
| 273                | 24/11/2020         | 828 000            | 7,3%               |                    |
| 274                | 25/11/2020         | 895 000            | 7,6%               |                    |
| 275                | 26/11/2020         | 908 000            | 7,5%               |                    |
| 276                | 27/11/2020         | 1 057 000          | 8,7%               |                    |
| 277                | 30/11/2020         | 935 000            | 8,1%               |                    |
| 278                | 01/12/2020         | 878 000            | 7,7%               |                    |
| 279                | 02/12/2020         | 838 000            | 7,4%               |                    |
| 280                | 03/12/2020         | 908 000            | 8,0%               |                    |
| 281                | 04/12/2020         | 927 000            | 7,4%               |                    |
| 282                | 09/12/2020         | 871 000            | 7,5%               |                    |
| 283                | 10/12/2020         | 946 000            | 7,9%               |                    |
| 284                | 11/12/2020         | 934 000            | 7,8%               |                    |
| 285                | 14/12/2020         | 963 000            | 8,4%               |                    |
| 286                | 15/12/2020         | 927 000            | 8,5%               |                    |
| 287                | 16/12/2020         | 894 000            | 7,7%               |                    |
| 288                | 17/12/2020         | 842 000            | 7,8%               |                    |
| 289                | 18/12/2020         | 854 000            | 7,4%               |                    |
| 290                | 21/12/2020         | 976 000            | 8,6%               |                    |
| 291                | 22/12/2020         | 899 000            | 8,1%               |                    |
| 292                | 23/12/2020         | 984 000            | 8,3%               |                    |
| 293                | 24/12/2020         | 911 000            | 7,2%               |                    |
| 294                | 28/12/2020         | 977 000            | 7,4%               |                    |
| 295                | 29/12/2020         | 917 000            | 7,2%               |                    |
| 296                | 30/12/2020         | 947 000            | 7,9%               |                    |
| 297                | 31/12/2020         | 959 000            | 7,3%               |                    |
| 298                | 04/01/2021         | 1 026 000          | 8,1%               |                    |
| 299                | 05/01/2021         | 935 000            | 7,5%               |                    |
| 300                | 07/01/2021         | 1 023 000          | 7,6%               |                    |
| 301                | 08/01/2021         | 1 128 000          | 8,1%               |                    |
| 302                | 11/01/2021         | 1 052 000          | 8,4%               |                    |
| 303                | 12/01/2021         | 936 000            | 7,8%               |                    |
| 304                | 13/01/2021         | 920 000            | 7,6%               |                    |
| 305                | 14/01/2021         | 932 000            | 7,7%               |                    |
| 306                | 15/01/2021         | 1 098 000          | 8,9%               |                    |
| 307                | 18/01/2021         | 997 000            | 8,4%               |                    |
| 308                | 19/01/2021         | 982 000            | 8,3%               |                    |
| 309                | 21/01/2021         | 1 041 000          | 8,3%               |                    |
| 310                | 22/01/2021         | 1 145 000          | 8,8%               |                    |

## Audiencia media por meses
| Audiencia media por meses | Audiencia media por meses | Audiencia media por meses | Audiencia media por meses |
| Año                       | Mes                       | Audiencia                 | Audiencia                 |
| Año                       | Mes                       | Espectadores              | Cuota                     |
| ------------------------- | ------------------------- | ------------------------- | ------------------------- |
| 2019                      | SEPTIEMBRE                | 850.000                   | 7,8%                      |
| 2019                      | OCTUBRE                   | 797.000                   | 7,5%                      |
| 2019                      | NOVIEMBRE                 | 779.000                   | 7,1%                      |
| 2019                      | DICIEMBRE                 | 781.000                   | 7%                        |
| 2019                      | TOTAL                     | 801.000                   | 7,4%                      |
| 2020                      | ENERO                     | 800.000                   | 7,1%                      |
| 2020                      | FEBRERO                   | 778.000                   | 7,3%                      |
| 2020                      | MARZO                     | 1.058.000                 | 7,6%                      |
| 2020                      | ABRIL                     | 1.105.000                 | 7,4%                      |
| 2020                      | MAYO                      | 1.000.000                 | 7,5%                      |
| 2020                      | JUNIO                     | 941.000                   | 7,6%                      |
| 2020                      | JULIO                     | 834.000                   | 7,5%                      |
| 2020                      | AGOSTO                    | 814.000                   | 7,5%                      |
| 2020                      | SEPTIEMBRE                | 849.000                   | 7,5%                      |
| 2020                      | OCTUBRE                   | 863.000                   | 7,6%                      |
| 2020                      | NOVIEMBRE                 | 887.000                   | 7,6%                      |
| 2020                      | DICIEMBRE                 | 918.000                   | 7,8%                      |
| 2020                      | TOTAL                     | 904.000                   | 7,5%                      |
| 2021                      | ENERO                     | 1.017.000                 | 8,1%                      |
| 2021                      | TOTAL                     | 1.017.000                 | 8,1%                      |

## Localizaciones
Aquí están las localizaciones más habituales de la serie.
- Mercado Central: Aquí trabajan prácticamente todos los personajes de la serie. Estos son algunos de los puestos:
  - Bar Central: aquí han trabajado Rosa, Elías, Jonathan, Noa, Lorena, Jorge, Nicolás y David.
  - Frutería de la Cruz: aquí, los de la Cruz (Elías, Adela, Ágata, Jesús y Valeria) han trabajado, aunque con la ayuda de Jonathan y más tarde, de Lucas. Poco después, Gloria compra la frutería repentinamente y planea poner otro negocio, al final de la serie vuelve a las manos de la familia de la Cruz, concretamente, a las de Elías, ya que Jesús se jubila.
  - Carnicería "El Tejo": aquí los Pacheco trabajan, primero, Carmen y Valeria con ayuda de Nicolás y luego, sin este último. Más tarde Nicolás vuelve a ayudar en el puesto.
  - Delicatessen: aquí ha trabajado Jorge hasta que se lo vendió a Nacho, este estuvo al mando del puesto hasta que le detuvieron, después pasó a las manos de Rosa.
  - Droguería: era de Celia pero trabajó durante un tiempo Serafina, finalmente volvió a manos de Celia y después de que su hijo David la ayudara, la vende para irse a Barcelona. Finalmente Gloria la compra.
  - Puesto de té: trabajó aquí durante un tiempo Cristina.
  - Pizzeria Il sapore di Napoli: este restaurante lo fundaron Doménico y Paolo, también trabajaron ahí David, Nicolás y Cristina.
  - Flores de Dalia/ Floristería Villar: primero la dueña de la floristería es Cristina y luego pasa a ser de su íntima amiga Adela, que durante un tiempo se asocia con Celia. También tuvo un ayudante, Miki, con el que tuvo una corta relación. Luego acoge de ayudante, aunque no se vea en la serie, a la madre de Daniela, ya que ella se queda por su relación con David.
  - Tienda de cupcakes: la abre Carla después de haber trabajado en otros trabajos también en el Mercado.
  - Cervecería: El rincón de Alberto: la abrió Alberto, después de haber empezado la serie y también ha trabajado Rosa con él, después lo hizo ella sola, y se ayudó, poco después de Lorena, Germán y Susana, y luego, solo de el segundo.
  - Ainara Fusión: después de que Paolo y Cristina se marchasen del mercado, se lo queda Gloria para abrir un restaurante, el Ainara Fusión, tras llegar su hermano, Marín, trabaja ahí con ella. Más tarde, Gloria contrata a Lorena para que trabaje en el restaurante y en la cervecería a tiempo parcial. Finalmente ella o trabaja allí
- Residencias de los personajes: son las viviendas que se pueden ver continuamente en la serie, es donde viven los personajes principales:
  - Piso de Elías: aquí han vivido Elías, Adela, Rosa, Lorena y Germán además de Jesús y Valeria.
  - Piso de Nacho y Rosa: ahí vivieron ellos dos con su hija Noa, y luego, sin Nacho, después de que se fuera Noa vivió Ahí Alberto y después, también su madre, Sofía, más tarde Alberto se marchó y vino Lorena a hospedarse, después, Rosa volvió a quedarse sola en la casa.
  - Piso de Celia: aquí vivió Celia con su marido Manuel y con David, hijo de ambos. Cuando Manuel murió, Celia se fue a la casa de la madre de este. Más tarde volvió Celia con su hijo a la casa, y después de bastante tiempo, Celia se fue a Barcelona y dejo a David con la casa. Con David han vivido Samuel, Carla, Beltrán y tras la marcha de este, Lucas, también se hospedó durante un tiempo Nicolás.
  - Casa de Asunción: se ve al principio de la serie. Es donde viven Celia y David después de que Manuel, el esposo de Celia, muriera, viven junto a Asunción, suegra de Celia.